# Соулкор
„Соулкор“ (Soulcore) е българска група.

## История
Групата „Соулкор“ е създадена през 2013 година в Бургас от Петър Керемидчиев (соло китара) и Момчил Грозев (бас китара) и Теодор Славов (барабани). По-късно към тях се присъединява вокалистът Мартин Панайотов. От самото начало бандата започва работа по авторски песни. Стилово групата е вдъхновена от много музикални течения, които се допълват взаимно в музиката, която създават. Текстовете на песните засягат различни теми, като глобализацията, индустриализацията, различни конспиративни теории, които все по-често намират отзвук в реалността, любовта и човешките взаимоотношения, интерпретирани от различни гледни точки.
През 2014 година към групата се присъединява вторият китарист Димитър Димитров, а на мястото на барабанистът Теодор Славов идва Мирослав Стоянов. В края на 2014 г. е дебютът на група Соулкор (Soulcore) на сцена. През пролетта на 2016 г. SOULCORE са представени в предаването „Стоп кавър!“ на БНР. След това групата записва демо-версии на седем от авторските си парчета. През есента на 2016 г. вокалистът Мартин Панайотов е заменен от Иван Петков.
През лятото на 2017 г. участват на два фестивала в родния им град. Отново през 2017 г. групата участва в проекта „Музикална революция“ с песента си „Nagual“ и печели участие в конкурса и запис на песента в студио в RockSchool - Варна. Всички песни, спечелили участие в този конкурс, са записани в компилацията „Музикална революция“, състояща се от два диска. Компилацията включва авторска музика на млади изпълнители от цялата страна.
През 2018 г. Соулкор" записва още 4 от авторските си песни в професионално студио в град Варна.

## Членове на групата
- Иван Петков – вокал (2016 – )
- Петър Керемидчиев – соло китара (2013 – )
- Димитър Димитров – китара (2014 – )
- Момчил Грозев – бас китара (2013 – )
- Мирослав Стоянов – ударни (2014 – )

### Членове от предишни години
- Теодор Славов – ударни (2013 – 2014)
- Мартин Панайотов – вокал (2013 – 2016)

## Авторски песни
- Hemp Rope
- Adios
- Nagual
- Hard SkinMetalCore
- Angry Words
- Chemtrails
- Rise Up Against
- Programmed suicide